# Dupont et Dupond détectives

Dupont et Dupond, détectives est un feuilleton en quarante chapitres écrit par Paul Kinnet, auteur de romans policiers, et illustré par Hergé. Il est annoncé dans Le Soir du 24 septembre 1943 et publié du 25 septembre 1943 au 11 novembre 1943. Chaque chapitre se présente sous la forme d'un texte réparti en deux colonnes entourant une illustration en noir et blanc.
Le feuilleton met en scène uniquement les deux détectives des Aventures de Tintin. Il fait suite à la prépublication du Trésor de Rackham le Rouge, qui s'est achevée le 23 septembre 1943, et précède celle des Sept Boules de cristal, qui commence le 16 décembre 1943.

## Résumé
Après l'expédition sur les lieux du naufrage de La Licorne, les Dupondt sont en vacances chez un ami fermier. Alors qu'ils dorment dans la grange, ils sont réveillés par une voiture qui quitte la ferme. Le lendemain, ils apprennent que le fermier a disparu. Les détectives prennent alors la route empruntée par la voiture. En chemin, ils trouvent une plaque minéralogique sur la chaussée.
Après enquête, la gendarmerie leur apprend que cette plaque appartient à Jules Saturnin qui affirme s'être fait voler sa plaque.
Étant dans une impasse, les Dupondt décident d'interroger le valet de ferme qui leur apprend que deux hommes de la ville viennent une fois par mois rencontrer le fermier et qu'ils vont ensemble au café du village. Le cabaretier, à son tour interrogé, révèle que la veille de la disparition, les deux hommes et le fermier étaient effectivement présents et qu'ils sont repartis tard dans la nuit, ivres. Les deux hommes se seraient demandés « Où va-t-on la tuer ? », ce à quoi le fermier aurait répondu « Dans le pré en lisière du Bois Roland ».
Dans le pré en question, les deux détectives retrouvent une tache de sang et des débris sanguinolents. Après analyse, ces déchets se révèlent être ceux d'une vache adulte. Les Dupondt demandent alors au valet de ferme s'il ne manque aucun bovin, ce à quoi il répond que le fermier lui a demandé de mettre une vache dans le pré du Bois Roland la veille de sa disparition afin qu'il l'abatte et la vende aux deux citadins, comme il le fait tous les mois et que comme à chaque fois, la viande doit être vendue au boucher Jules Saturnin. Interrogé, le commerçant avoue qu'il participe, comme tout le monde, au marché noir.
À nouveau à court d'idées, Dupond et Dupont retournent à la ferme. Les deux hommes de la ville débarquent, ils sont eux aussi à la recherche du fermier. Ils sont capturés et ils reconnaissent qu'ils participent au marché noir avec le fermier et le boucher, qu'ils ont été au cabaret avec le disparu, l'ont payé et l'ont laissé partir alors qu'il était saoul.
Les Dupondt décident de se rendre à Bruxelles pour continuer l'enquête, le fermier s'y étant rendu selon les trafiquants. À la gare, le contrôleur leur apprend, surpris, que le fermier est parti avec les deux trafiquants dans le train et qu'il est revenu seul le lendemain de sa disparition. Ils en déduisent que la personne qui s'en est prise au fermier devait l'avoir fait pour l'argent du trafic. Les trois seules personnes au courant sont les trafiquants et le valet de ferme. Les deux trafiquants sont repartis pour Bruxelles. Reste donc le valet de ferme.
Ce dernier reconnaît avoir attendu le fermier pour lui soustraire son argent et que ce dernier a été tué par lui.